# Joseph Story
Joseph Story (Marblehead, Massachusetts, 18 de setembro de 1779 — Cambridge, Massachusetts, 10 de setembro de 1845) foi um jurista norte-americano e membro da Suprema Corte dos Estados Unidos. O jurista é famoso por sua opinião legal a respeito do navio negreiro espanhol Amistad, cujo caso deu origem a um longa-metragem para o cinema (1997).

## Vida
Foi um advogado e jurista americano que serviu na Suprema Corte dos Estados Unidos de 1812 a 1845, durante o Tribunal Marshall e no início do Tribunal Taney. Ele é mais lembrado por suas opiniões no caso de Martin v. Hunter's Lessee e The Amistad, e especialmente por seus comentários magistrais sobre a Constituição dos Estados Unidos, publicados pela primeira vez em 1833. Dominando o campo no século XIX, este trabalho é uma pedra angular da antiga jurisprudência americana. É o segundo tratado abrangente sobre as disposições da Constituição dos Estados Unidos e continua sendo uma fonte crítica de informações históricas sobre a formação da república americana e as primeiras lutas para definir sua lei.
Story se opôs à democracia jacksoniana, dizendo que era "opressão" dos direitos de propriedade pelos governos republicanos quando as maiorias populares começaram (na década de 1830) a restringir e erodir os direitos de propriedade da minoria de homens ricos. R. Kent Newmyer apresenta Story como um "Estadista da Velha República" que tentou estar acima da política democrática e moldar a lei de acordo com o republicanismo de Alexander Hamilton e John Marshall e os Whigs da Nova Inglaterra da década de 1820 e 1830, incluindo Daniel Webster. Os historiadores concordam que o juiz Joseph Story reformulou a lei americana - tanto ou mais do que Marshall ou qualquer outra pessoa - em uma direção conservadora que protegia os direitos de propriedade.
Ele foi homenageado com exclusividade na histórica Steven Spielberg filme Amistad, quando ele foi retratado pelo aposentado Justiça da Suprema Corte dos Estados Unidos Harry Blackmun.

## Trabalhos
Justice Story foi um dos autores americanos de maior sucesso da primeira metade do século XIX. "Quando ele completou 65 anos, em 18 de setembro de 1844, ele ganhava US$ 10 000 por ano com os royalties de seus livros. Nesse ponto, seu salário como juiz associado era de US$ 4 500".
Entre suas publicações estão:
- Commentaries on the Law of Bailments (1832) - Link para uma impressão de 1846.
- Commentaries on the Constitution of the United States: Volume I, Commentaries on the Constitution of the United States: Volume II and Commentaries on the Constitution of the United States: Volume III, (3 vols., 1833), um trabalho de profundo aprendizado que ainda é o tratado padrão sobre o assunto. A Story publicou um resumot no mesmo ano.
- The Constitutional Class Book: Being a Brief Exposition of the Constitution of the United States (1834) - Story publicou uma edição expandida, intitulada  A Familiar Exposition of the Constitution of the United States em 1840.
- Commentaries on the Conflict of Laws (1834), por muitos considerado sua obra mais significativa.
- The second edition em 1841 foi revisada, corrigida e bastante ampliada.
- Commentaries on Equity Jurisprudence (2 vols., 1835–1836) Vol. 1 1846 impressão Vol. 2 Impressão de 1866 revisada por Isaac F. Redfield.
- Equity Pleadings (1838)
- Law of Agency (1839) Link para uma impressão de 1851.
- Law of Partnership (1841)--Link para a segunda edição publicada em 1846.
- Law of Bills of Exchange (1843)--Link para a segunda edição publicada em 1847.
- Law of Promissory Notes Law of Promissory Notes (1845) - Link para a impressão de 1851.
- A Familiar Exposition of the Constitution of the United States (1847).

Ele também editou várias obras jurídicas padrão. Seus escritos diversos, publicados pela primeira vez em 1835, apareceram em uma edição ampliada em 1851.
The Life and Letters of Joseph Story (1851), editado por seu filho William Wetmore Story, foi publicado em dois volumes: Volume I e Volume II
Story contribuiu com artigos (na íntegra ou como parte de artigos maiores) para a The Encyclopedia Americana, incluindo este artigo Death, Punishment of. História de William Wetmore em The Life and Letters of Joseph Story , Volume 2, listou os artigos que Joseph Story escreveu para a The Encyclopedia Americana": Common Law, Congress of the United States, Conquest, Contracts, Corpus Delicti, Courts of England and the United States, Criminal Law, (a contribuição de Story começa em "Para o artigo anterior. ...") Death, Punishment of, Domicil, Equity, Evidence, Jury, Lien, Law, Legislation, and Codes, (a contribuição de Story começa na p. 581.) Natural Law, Nations, Law of, Prize, e Usury.. Story é às vezes identificado como um "eminente jurista americano" pelos editores quando ele é co-autor de um artigo. Consulte o artigo Lei, Legislação e Códigos para obter um exemplo.

## Decisões
- O Amistad. Relatórios de casos na Suprema Corte dos Estados Unidos, Estados Unidos v. Schooner Amistad, 40 US (15 Pet.) 518 (1841).
- Relatórios de Gallison. Relatórios de casos no Tribunal de Circuito dos Estados Unidos para o Primeiro Circuito 2d ed. Com notas e referências adicionais. Por John Gallison. 2 vols. Boston, 1845. Vol 1 Vol 2
- Relatórios de Mason. Relatórios de casos no Tribunal de Circuito dos Estados Unidos para o Primeiro Circuito, de 1816 a 1830. Por William P. Mason. 5 vols. Boston, 1819–31. Vol 5
- Relatórios de Sumner. Relatórios de casos discutidos e determinados no Tribunal de Circuito dos Estados Unidos para o Primeiro Circuito. Por Charles Sumner . 3 vols. Boston, 1836–40.
- Relatórios da história. Relatórios de casos discutidos e determinados no Tribunal de Circuito dos Estados Unidos para o Primeiro Circuito. Por WW Story. 3 vols. Boston, 1842-47 Vol 3
- "Esses volumes contêm todas as decisões do Sr. Justice Story em seu circuito. As decisões se relacionam particularmente a questões de Equidade e Almirantado e são de grande valor prático".[11]